# 沃爾瑟姆斯托中央站
沃爾瑟姆斯托中央站（英語：Walthamstow Central station）是倫敦地鐵和倫敦地上鐵的鐵路轉乘站，位於東北倫敦沃爾瑟姆斯托。本站是倫敦地鐵維多利亞線北端總站，亦是倫敦地上鐵李河谷線清福德支線的中途站，距離利物浦街車站10.0公里。車站開通於1870年4月26日。
本站屬於倫敦軌道運輸第3收費區，並設有行人徑連接倫敦地上鐵福音橡至巴金線的沃爾瑟姆斯托女王路站。本站是離沃爾瑟姆斯托市場（歐洲最大的室外市場）最近的倫敦地鐵站。

## 歷史
1870年4月26日，大東部鐵路於李橋鐵路交匯向東分支的一條單線鐵路上開設本站。當時本站被命名為豪街（Hoe Street）。1872年，連接該鐵路和貝思納爾綠地的鐵路聯絡線通車，本站自此設有來往主教門車站（位於現肖迪奇高街站）的列車服務。1873年，該鐵路向北延伸至清福德。
1923年初，大東部鐵路公司與其他鐵路公司合併為倫敦及東北鐵路公司。1948年英國鐵路國有化後，本站改由英國鐵路管理，並由英國鐵路東部分區提供列車服務。
1950年代後期，清福德支線展開電氣化工程。1960年11月12日，清福德支線首列電氣化列車投入服務。最初投入服務的列車為英國鐵路305型電力動車組。然而，由於技術問題，英國鐵路改用英國鐵路302、304型電力動車組服務清福德支線。
1955年，興建維多利亞線（維多利亞—沃爾瑟姆斯托伍德街）的私人條例草案被呈交國會。雖然議案獲得通過，維多利亞線本站至伍德街段的興建計劃於1961年整體工程展開前被擱置。1968年9月1日，本站成為維多利亞線的北端總站，並改名為沃爾瑟姆斯托中央站。本站自此成為鐵路轉乘站。與其他維多利亞線車站一樣，本站的維多利亞線月台位於地底。
2015年5月31日，大盎格利亞將清福德支線移交倫敦地上鐵營運。

## 列車服務

### 倫敦地上鐵
在非繁忙時間，本站的清福德支線列車班次（每小時）為：
- 4班 往清福德
- 4班 往利物浦街車站

清福德支線的列車均不會停靠劍橋荒原站和倫敦場站。

### 倫敦地鐵
維多利亞線於本站提供來往布里克斯頓站的列車服務，繁忙時間班次為每小時36班。

## 轉乘安排
倫敦交通局於此站設出閘轉乘機制，使用蠔卡或其他非接觸式支付系統於指定時間內於本站與沃爾瑟姆斯托女王路站間轉綫，會被視作一程車程。本站南側出入口設有行人徑通往該站。

## 接駁交通
倫敦巴士20、34、55、58、69、97、212、215、230、257、275、357、W11、W12、W15、W19號、學校路線675號及通宵路線N26、N38、N73號線均服務本站。

## 車站相片

### 維多利亞線（地下月台）

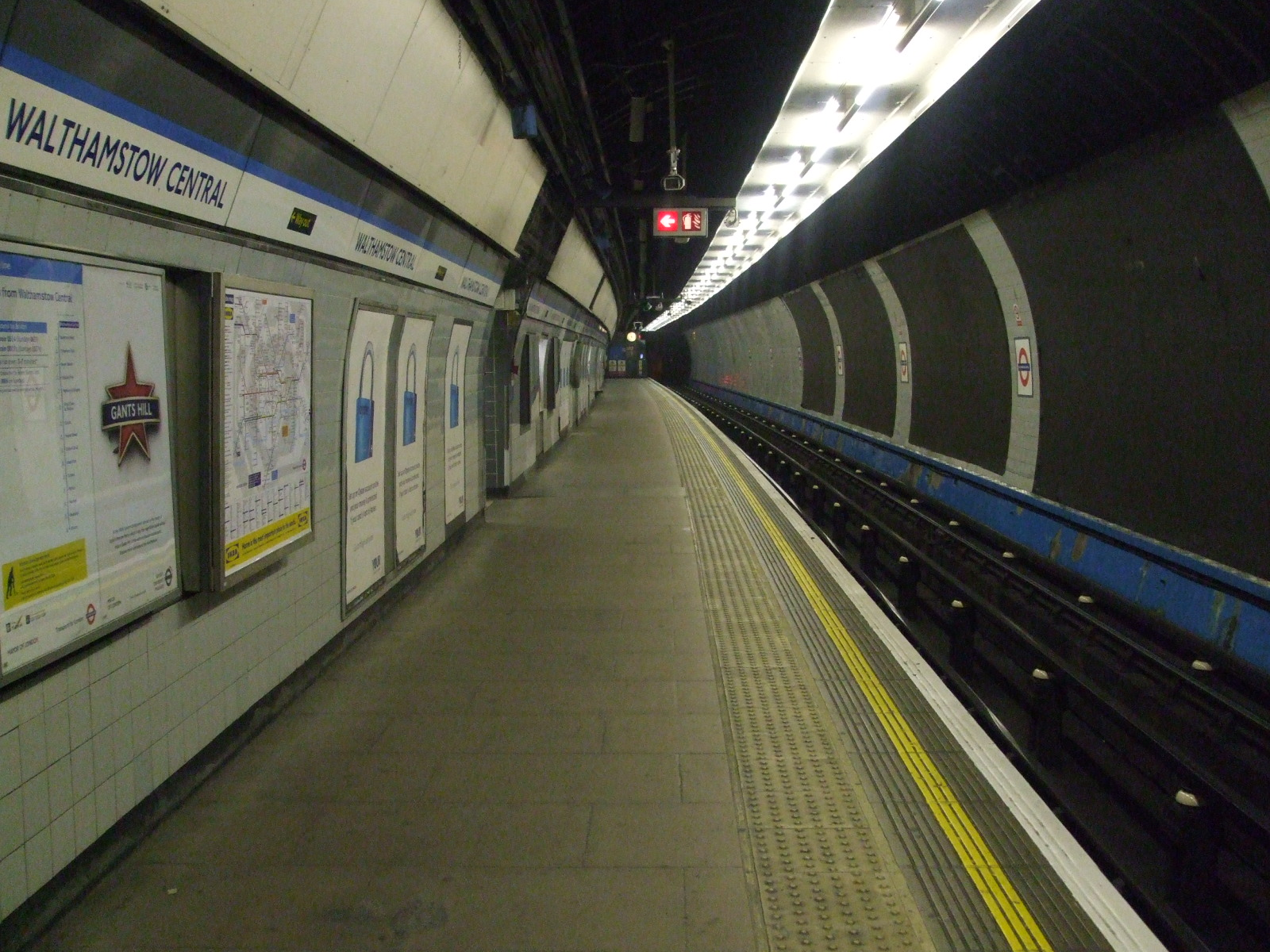
北月台，視角向西（往倫敦市中心方向）
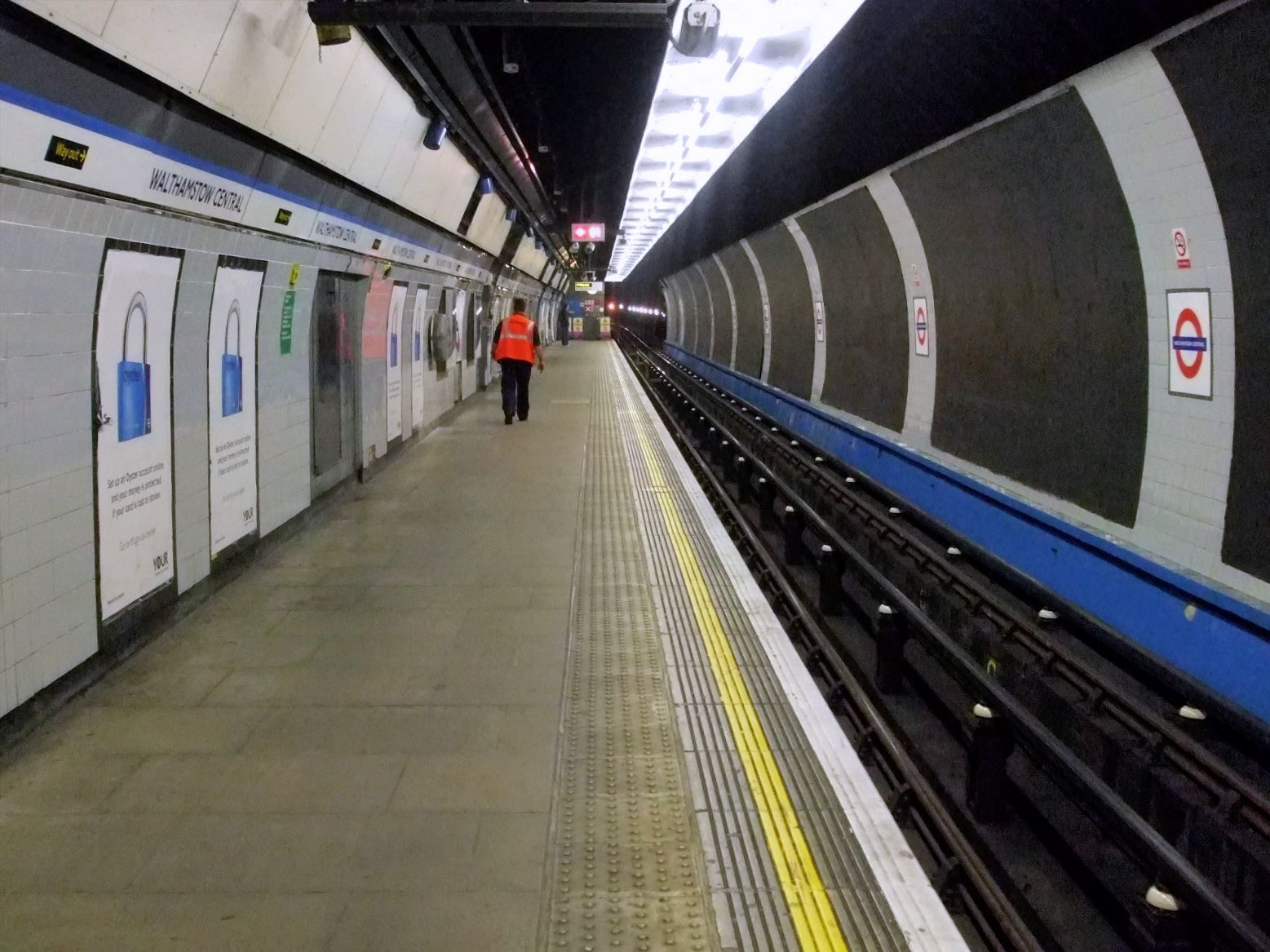
南月台，視角向東（朝止衝擋）
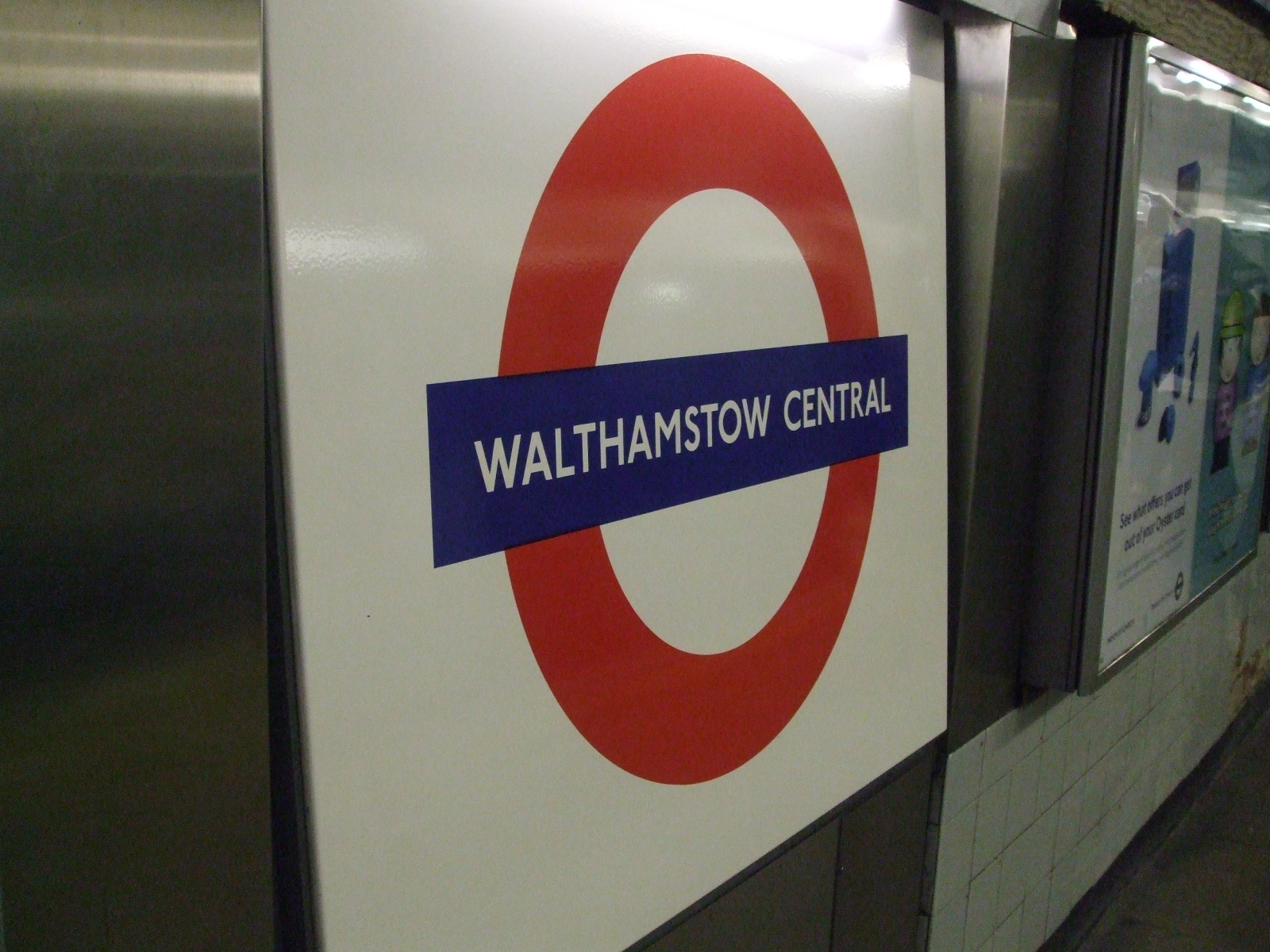
月台圓標

### 清福德支線（地面月台）

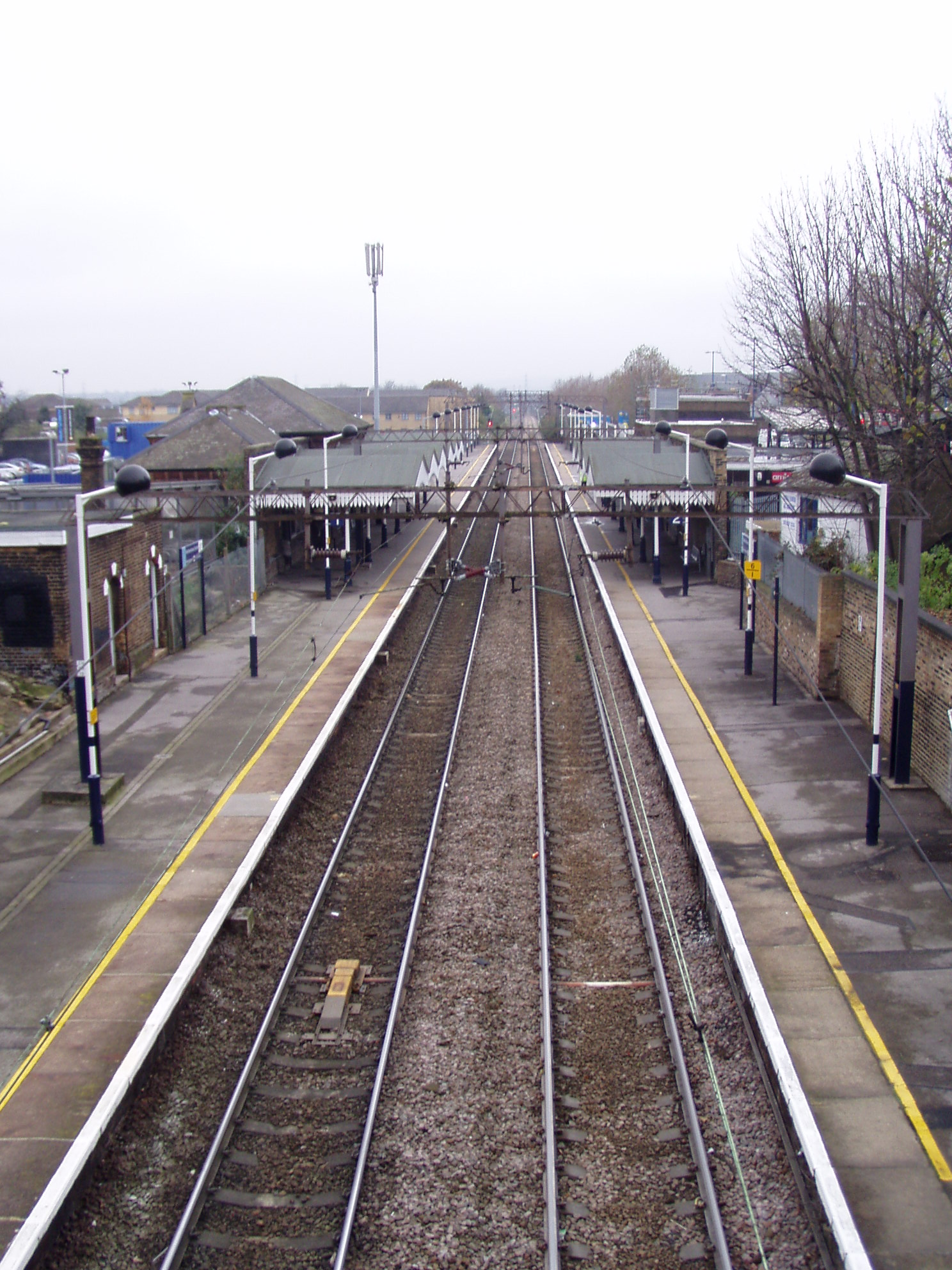
由A112馬路橋上向西望至本站月台
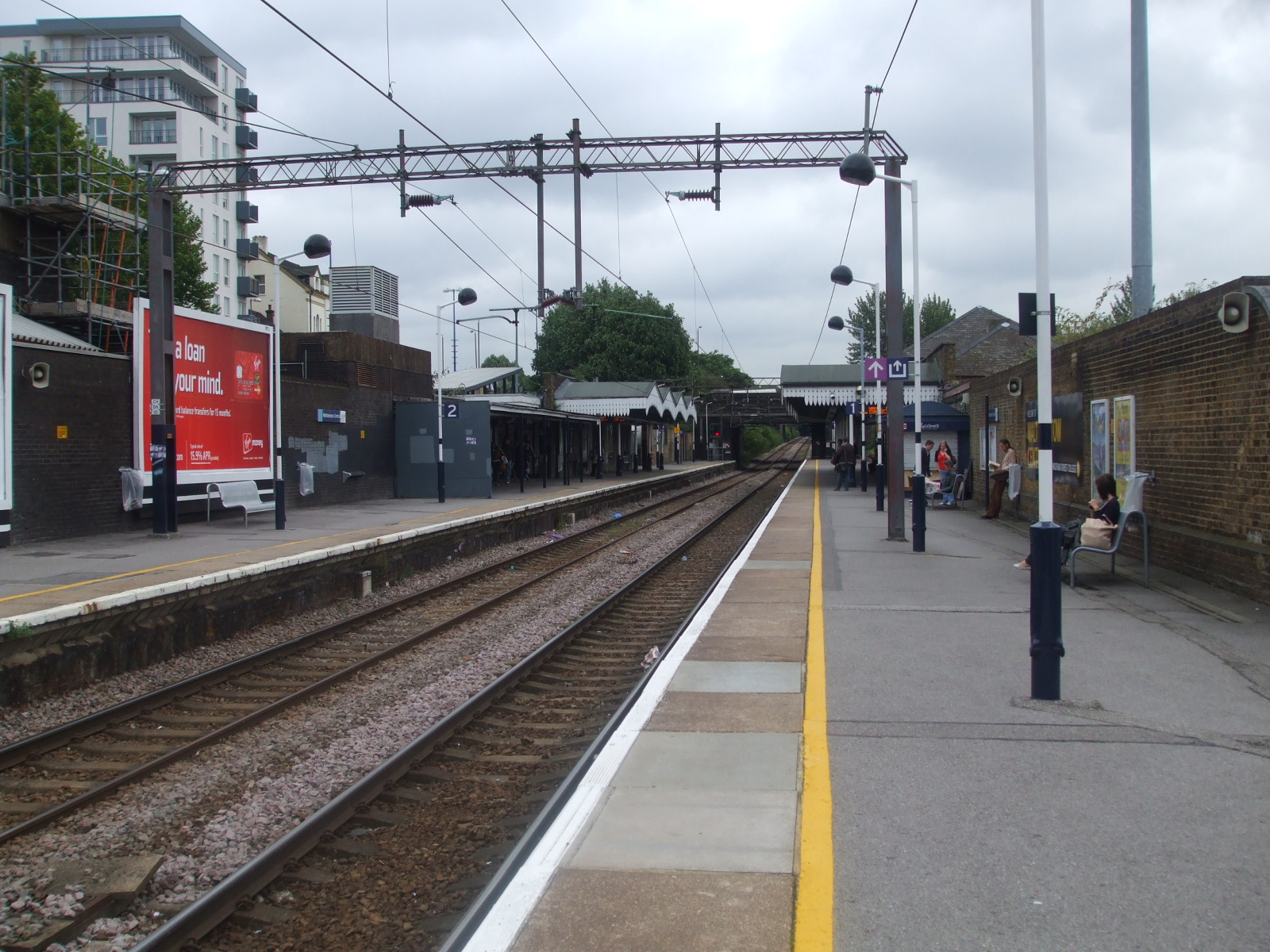
自西向東望向月台
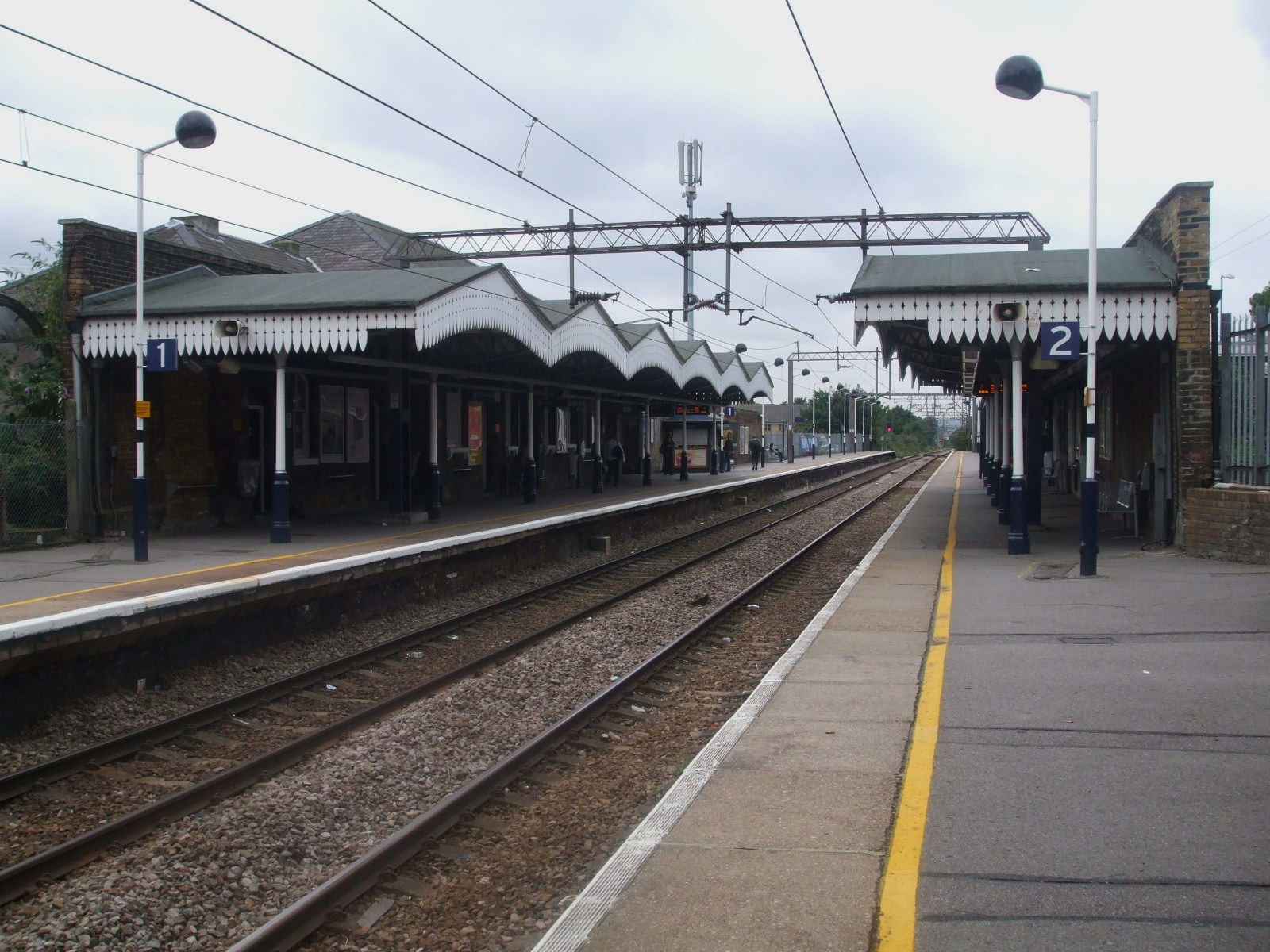
自東向西望向月台
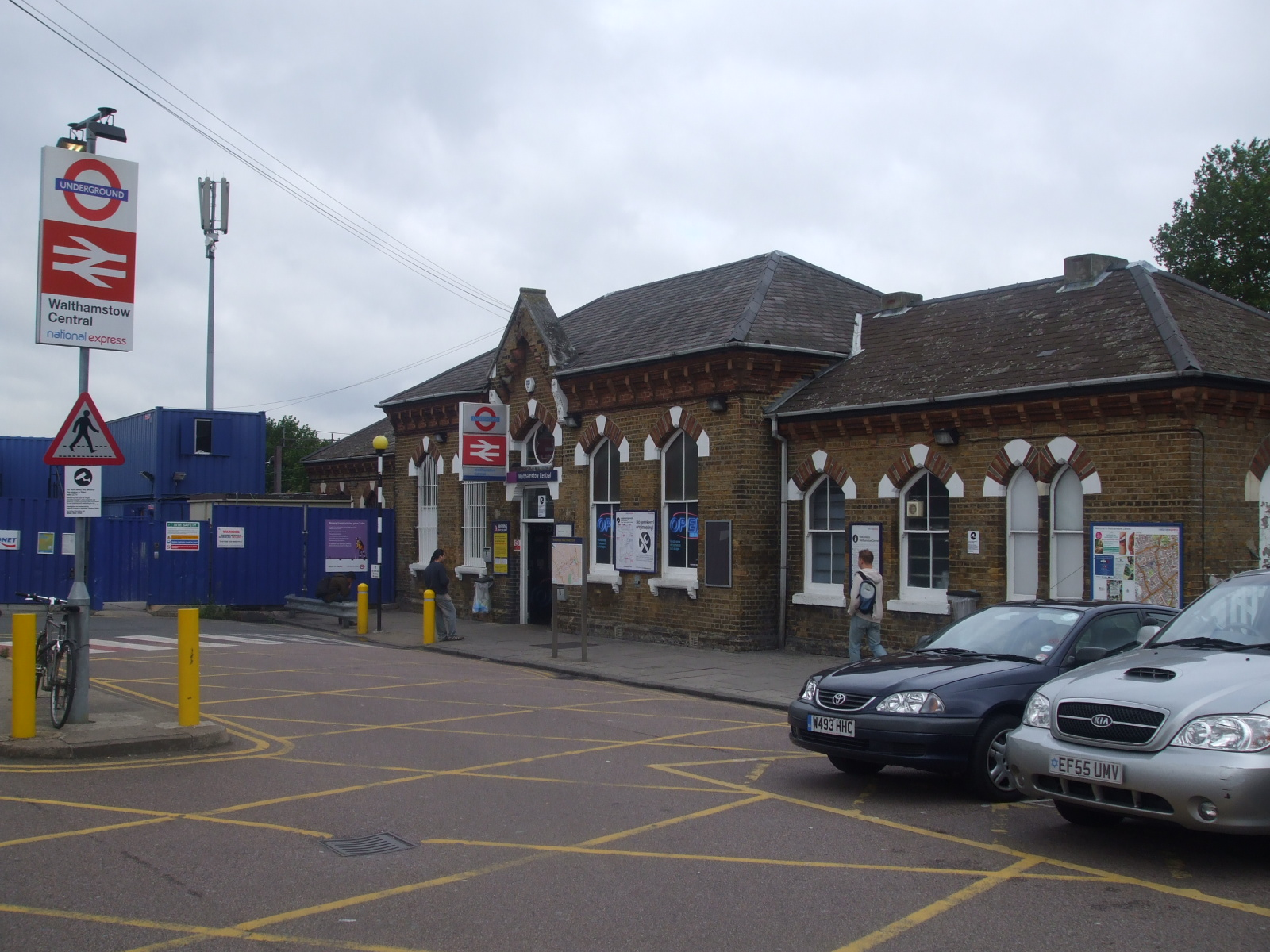
位於車站南側的站房